# Torrubia (planta)
Torrubia es un género de plantas herbáceas caducas o perennes de la familia Nyctaginaceae. Comprende 9 especies descritas y de estas, solo 4 aceptadas.

## Taxonomía
El género fue descrito por José Mariano da Conceição Vellozo   y publicado en Florae Fluminensis, seu, Descriptionum plantarum parectura Fluminensi sponte mascentium liber primus ad systema sexuale concinnatus 139. 1829[1825]. La especie tipo es: Torrubia opposita Vell. 

## Especies aceptadas
A continuación se brinda un listado de las especies del género Torrubia (planta) aceptadas hasta octubre de 2014, ordenadas alfabéticamente. Para cada una se indica el nombre binomial seguido del autor, abreviado según las convenciones y usos.	
- Torrubia bracei Britton
- Torrubia domingensis (Heimerl) Standl.
- Torrubia globosa Small
- Torrubia longifolia (Heimerl) Britton